# 中江真司
中江 真司（なかえ しんじ、1935年4月20日 - 2007年6月28日）は、日本の男性俳優、声優、ナレーター。旧芸名は佐藤 真司（さとう しんじ）。

## 人物・来歴
東京都出身。鎌倉学園中学校・高等学校卒業。友人の影響もあって芝居の道を目指すことになり、1958年5月、中部日本放送劇団（劇団CBC）に4期生として入団（8月に団員契約）、生放送時代のテレビ・ラジオドラマの仕事を開始。1963年、上京して田中事務所に所属。1964年、劇団現代劇場に入団。1967年、テアトル・エコーへ移籍。舞台、テレビを中心に活躍。1988年、青二プロダクション所属。
昼ドラマ『ライオン奥様劇場』をはじめとして、特撮『仮面ライダー』やドラマ『特捜最前線』などのオープニングナレーション、時代劇などは「ドラマの中江」と言われるほど有名であり、以降も、『仮面ライダー』から『10号誕生!仮面ライダー全員集合!!』までの『仮面ライダーシリーズ』や、同作のパロディである『仮面ノリダー』や藤岡弘が演じたCMシリーズ『せがた三四郎』などのナレーションを多く務めていた。アクションものはテアトル・エコーへの移籍以降増えていったという。
オペラ歌手以上の声帯を持った美声でやや高声、喋り方も早かったが、以後は低声での淡々とした語り口を特徴とした。
先妻は声優の平井道子だったが1984年に死別し、友人の納谷六朗からの紹介で1988年に再婚している。
2002年以降、フジテレビ『トリビアの泉 〜素晴らしきムダ知識〜』のナレーションを機に新境地を拓き、この路線で数多くのCMに起用されるようになった。2006年頃からは任天堂のゲーム機及び関連ソフトのCMを担当することが多かった。
2004年肝臓癌を公表、2007年に体調を崩して静養する。ナレーションの一部は窪田等や大友龍三郎が代役を務めた。
2007年6月28日午後0時30分、肝細胞癌のため東京都小金井市の聖ヨハネホスピスにて、72歳で死去。通夜は7月1日午後6時、葬儀は2日午前11時から東京都国分寺市西恋ケ窪1の39の5の東福寺むさしの斎場で行なわれた。戒名は眞岳浄聲信士。

## エピソード
- ナレーターとしてのイメージが強いことから、テレビ朝日『報道ステーション』の追悼コーナーなどの一部のメディア[要文献特定詳細情報]では「ナレーター 中江真司」と表記された。中江自身もインタビューで、自身は役者側ではなくスタッフ側だという意識であったと述べていた[14]。
- 若手時代は芝居のオファーも来ていたが、スケジュールが合わず、人を待たせてしまうことが多いため、一人録りのできるナレーションに専念するようになっていった（「中江待ち」とも言われた）[16]。
- 藤岡弘、の役者人生を支えた人物でもあり、テレビ番組のスタッフとあいさつする際には「藤岡さんに宜しくお伝え下さい」と、表舞台にはなかなか登場しない声優らしい心配りをしていた[17]。
- 『仮面ライダー』のオファーを受けた際は、自身に子供がいなかったこともあり番組について理解できず、人気が出るようなものだとも思っていなかった[14]。後年になり、『仮面ノリダー』の評判が良かったことや『仮面ライダー』を観ていた世代と仕事をするようになったことで、『仮面ライダー』での自身の印象の大きさを認識するようになったという[14]。
- 『トリビアの泉』では、スタッフから『仮面ライダー』のようなナレーションを要望されていた[3]。

## 後任
中江の死後、持ち役を引き継いだ人物は以下の通り。
| 後任     | 役名         | 作品                                 | 後任の初出演                     |
| -------- | ------------ | ------------------------------------ | -------------------------------- |
| 窪田等   | ナレーション | 「任天堂」ゲーム機・関連ソフトのTVCM |                                  |
| 窪田等   | ナレーション | 『トリビアの泉』                     | 2007年11月28日放送回             |
| 増谷康紀 | 酋長         | 『ONE PIECE』                        | 『ONE PIECE エピソードオブ空島』 |

## 出演

### テレビアニメ
1971年
- あしたのジョー

1972年
- ムーミン（王様）

1973年
- 山ねずみロッキーチャック

1975年
- 破裏拳ポリマー（ナレーション）
- 宇宙の騎士テッカマン（ナレーター）

1976年
- 恐竜探険隊ボーンフリー（正木博士、ナレーション）

1988年
- キテレツ大百科（八代、本間）

1991年
- キャプテン・プラネット（プランダー）

1992年
- 超電動ロボ 鉄人28号FX（司令官）

1994年
- ママレード・ボーイ（校長）

2001年
- フルーツバスケット（ナレーション）

2003年
- クレヨンしんちゃん（スーパーナレーション）
- 魁!!クロマティ高校（ナレーション）
- ONE PIECE（酋長）

2004年
- 冒険王ビィト（テルセロンの長老）

2005年
- ああっ女神さまっ（TVナレーション）
- ガラスの仮面（2005年版）（ナレーション、小林源造）

2006年
- ガイキング LEGEND OF DAIKU-MARYU（ドクターワン）
- 祝!(ハピ☆ラキ)ビックリマン（水墨法師）

2007年
- 金色のコルダ 〜primo passo〜（中田）

### 劇場アニメ
- Pa-Pa-Pa ザ★ムービー パーマン タコDEポン!アシHAポン!（2004年、ナレーション）
- クレヨンしんちゃん 伝説を呼ぶ 踊れ!アミーゴ!（2006年、チコ）

### OVA
- 炎の転校生（1991年、ナレーション）
- 銀河英雄伝説（1994年、ブルックドルフ）
- 炎のらびりんす（2000年、ナレーション）
- せんせいのお時間 ごーるど（2004年、ナレーション）

### ゲーム
1997年
- マリカ 〜真実の世界〜（ナレーター）

1998年
- 仮面ライダー（ナレーション）

2000年
- 仮面ライダーV3（ナレーション）

2001年
- スーパー特撮大戦2001（ナレーション）
- ウィークネスヒーロー トラウマン（ナレーション）

2002年
- テイルズ オブ ファンダム Vol.1（アルジェント）

2003年
- 仮面ライダー 正義の系譜（ナレーション）

2004年
- METAL GEAR SOLID 3 SNAKE EATER（ジョンソン）

2007年
- エースコンバット6 解放への戦火（ブリーフィング、チュートリアルの指揮官）
- テイルズ オブ ファンダム Vol.2（シュタインメッツ伯爵）

### 吹き替え

#### 映画
- 決死圏SOS宇宙船（1972年）
- ソルジャー・ブルー（1976年、まだら狼〈ジョージ・リヴェロ〉）
- クランスマン（1981年、ボビィ〈ホーク・ハウエル〉、ジョッシ、カール、男(1)）
- 赤毛のアン（1989年、アラン牧師〈セドリック・スミス（英語版）〉）※ソフト版
- トゥルーナイト（1996年、ナレーション、長老(1)、略奪者(7)、町の人(3)、手下(5)、将校(2)、敵兵(8)、レオネス男(3)、レオネス男(6)、敵兵(15)）
- ジャッカルの日（1998年、ナレーション）※テレビ東京版
- キューブ2（2005年、将軍〈フィリップ・エイキン〉、ナレーション）※テレビ東京版

#### ドラマ
- 逃亡者 #7、#8（1964年エリック〈ロバート・デュヴァル〉）
- 宇宙家族ロビンソン（1966年）
- スパイ大作戦 シーズン3 第68話 奴を証人席へ!（1969年、兵士、警備兵）
- 刑事コロンボ ロンドンの傘（1973年、演出家〈ハーヴェイ・ジェイソン〉）
- 地上最強の美女バイオニック・ジェミー（1976年）
- ジェシカおばさんの事件簿#11（1988年 - 1989年、ブライアン・シェルビー）、#19（アーネスト・フィールディング）、#38（シドニー・ジャーヴィス・Jr〈リチャード・ベイマー〉）
- 名探偵ポワロ ダベンハイム失そう事件（1991年）
- オン・ジ・エアー（1992年、ナレーション）
- 青春の城 コビントン・クロス（1994年、カルメル会修道士〈ロバート・カートランド〉）
- ER緊急救命室（1996年、カリス）

#### アニメ
- キャプテン・プラネット（1991年、ルーテン・プランダー）
- タンタンの冒険（1998年、ミツヒラト）
- 美女と野獣（1996年、ナレーション）

#### 人形劇
- ロンドン指令X（1970年、オープニングナレーション）

### 特撮
1967年
- ウルトラセブン（幻覚宇宙人メトロン星人の声）

1968年
- ウルトラセブン（岩石宇宙人アンノンの声）
- マイティジャック（オープニングナレーション、次回予告、第1話のラジオの声・ナレーター、第4話のニュースキャスターの声）
  - 戦え! マイティジャック（第1話のナレーション、第2話のラジオの声）

1971年
- 仮面ライダー（1971年 - 1973年、ナレーター）

1972年
- 愛の戦士レインボーマン（初期の予告ナレーター）
- 仮面ライダー対ショッカー（ナレーター）
- 緊急指令10-4・10-10（第3話以降の予告ナレーター、第16話のナレーター、第18話のニュースの声）
- 変身忍者 嵐（1972年 - 1973年、ナレーター）

1973年
- 仮面ライダーV3（1973年 - 1974年、ナレーター）
- 仮面ライダーV3対デストロン怪人（ナレーター）
- ダイヤモンド・アイ（ナレーション）

1974年
- 仮面ライダーX（ナレーター）
- 仮面ライダーアマゾン（ナレーション）
- ノストラダムスの大予言（ナレーション）

1975年
- 仮面ライダーストロンガー（ナレーター）
- 東京湾炎上（特別番組のアナウンサー）

1976年
- 恐竜探険隊ボーンフリー（ナレーション、正木博士の声）

1977年
- 小さなスーパーマン ガンバロン（ナレーション、ゴエモンの声）
- 惑星大戦争（ナレーション）

1979年
- 仮面ライダー (スカイライダー)（ナレーション）
- メガロマン（ナレーション）

1980年
- 仮面ライダースーパー1（ナレーション）
- 仮面ライダー 8人ライダーVS銀河王（ナレーター）

1981年
- 仮面ライダースーパー1（劇場版）（ナレーション）

1982年
- 大戦隊ゴーグルファイブ（ゴーグルロボの声）

1984年
- 10号誕生!仮面ライダー全員集合!!（ナレーション）

1993年
- ウルトラマンVS仮面ライダー（ナレーション）

1999年
- ボイスラッガー（ナレーション）

2002年
- 雅楽戦隊ホワイトストーンズ（ドラバラ鈴井の巣版の全てのナレーション）

### テレビドラマ
- 忍者部隊月光（あけぼの機関情報局員）※第46話
- 鬼平犯科帳（松本幸四郎版） （ナレーション）
  - 第1シリーズ 第25話「男の毒」（1970年、NET / 東宝） - 源次
  - 第1シリーズ 第51話「艶婦の毒」（1970年、NET / 東宝） - 氷室庄七
- 新鬼平犯科帳（ナレーション）
- 鬼平犯科帳（丹波哲郎版） （ナレーション）
- ワイルド7（次回予告ナレーション）
- 火曜サスペンス劇場・名無しの探偵シリーズ 11 「ガラスの少女」（1995年、日本テレビ）-　刑事
- 冬物語 （ナレーション）
- 火曜劇場シリーズ（ナレーション）
- 決めろ!フィニッシュ（ナレーション）
- 傷だらけの天使（次回予告ナレーション）
- 俺たちの旅（次回予告ナレーション、#26ゲスト）
- 太陽にほえろ!（#203ゲスト）-　医師
- 江戸の旋風IV 第19話「純情わらじばき」（1979年、CX/ 東宝） - 奉行の声
- 華麗なる刑事（ナレーション）
- 俺たちの朝（次回予告ナレーション）
- 特捜最前線（ナレーション[注釈 4]）
- そば屋梅吉捕物帳（ナレーション）
- 赤い衝撃（ナレーション）
- がんばれ! レッドビッキーズ（ナレーション）
  - それゆけ! レッドビッキーズ（ナレーション）
- 女の坂道（ナレーション）
- 伝七捕物帳テレビ朝日版（ナレーション）
- 大捜査線（次回予告ナレーション）
- 誇りの報酬（次回予告ナレーション）
- 銭形平次（次回予告ナレーション）
- 松本清張の黒革の手帖 （ナレーション）
- ニュードキュメンタリードラマ昭和 松本清張事件にせまる 第8回「首相の犯罪 石田検事怪死事件」（ナレーション）
- ル・マンへ熱き涙を〜日本初優勝への男と女の長く熱い24時間（ナレーション）

### ラジオドラマ
- 夕空帰り道
- クリック&デッド NETWAYスイーパーズ（ナレーション）
- メタルギアソリッド（シュルツ准将）

### CD
- 快傑蒸気探偵団 File1、2（ナレーション）
- 新撰組異聞 蒼き狼たちの神話
  - 新撰組異聞 蒼き狼たちの神話 1 天道（ナレーター）
  - 新撰組異聞 蒼き狼たちの神話 2 浅葱色の夜明け（ナレーター）
- アニメタル・マラソンII 〜特撮編〜（ナレーション[注釈 5]）
- 関智一の勝手に祝うライダー35周年!（スペシャルゲストナレーター）

### CM
※注記が無いCMはすべてナレーション。

#### ゲーム機・ソフト
- セガ・エンタープライゼス
  - セガサターン 各ソフト（出演：藤岡弘、〈せがた三四郎〉）
    - ソニックR（1997年）
    - シャイニング・フォースIII シナリオ1 王都の巨神（1997年）

※上記の他、クリスマス編（せがた三四郎がサンタクロースに扮するCM（1997年放映）。ゲームソフトの宣伝無し）のナレーションも担当。
- 任天堂
  - ニンテンドーDS（機種自体のCMも担当）
    - Touch! Generations シリーズ
      - テトリスDS
      - しゃべる!DSお料理ナビ
      - 漢字そのままDS楽引辞典
      - マジック大全
      - 旅の指さし会話帳DS
      - 英語が苦手な大人のDSトレーニング えいご漬け
      - 大人のDSゴルフ
      - 監修 日本常識力検定協会 いまさら人には聞けない 大人の常識力トレーニングDS
      - 脳を鍛える大人のDSトレーニング
      - もっと脳を鍛える大人のDSトレーニング

  - Wii（機種自体のCMも担当）
    - Touch! Generations シリーズ
      - Wii Sports
      - はじめてのWii

    - おどる メイド イン ワリオ
    - エキサイト トラック

  - ゲームボーイアドバンス
    - 通勤ヒトフデ
    - リズム天国

#### その他商品・企業広告
- ポピー「昭和仮面ライダーシリーズ 変身ベルト」ほか（1971年 - 1980年）
- ロート製薬「なみだロート」（1973年）
- 日本コカ・コーラ「スプライト」（1979年）
- 日清食品「日清のお茶漬ラーメン」（1981年、出演：中尾ミエ）
- 日本ケロッグ「コーンフレーク」（1982年、出演：高品格 ほか）
- 住友金属（1982年、出演：冨田勲）
- ネッスル日本「ネスカフェ プレジデント」（1982年。出演：コーダー伯爵（英語版）夫妻、音楽：すぎやまこういち）
- 江崎グリコ「ファミリーデート」（※「プリッツ」・「コロン」・「コメッコ」の総称）（1982年、出演：宮崎美子）
- 富士重工業「スバル・レックスコンビ4WD」（1983年）
- アルペン（1990年）
- 第四（）リース（1991年 - 2015年、新潟県ローカル)
- グリコ協同乳業「グリコ 幼児シリーズ'92」（1992年）
- タケダスポーツ「ゴルフウェア・ゴルフギア」、「アウトドアグッズ」（1993年、北東北ローカル）
- サンギ「アパガード」（1995年 - 1996年。出演：高岡早紀、東幹久（※ハワイ編は梨元勝も出演））
- さくらや「浦和駅前店オープンセール」（2001年）、「キャッシュバックカード」
- セゾンカード「永久不滅ポイント」（2004年）
- クラフト「フィラデルフィア クリーミィソフト」（2007年）
- 八幡屋礒五郎（2015年、おいしいのはお蕎麦篇。長野県ローカル）
- ロッテ「キシリトールガム」
- 京セラミタ「デジタルコピー機」
- 東映アニメーション「金田一少年の事件簿2 殺戮のディープブルー」
- ナショナル「コンパクトBiG」
- ソースネクスト
- NTT「タウンページ」
- スクウェア・エニックス「ドラゴンクエストIX 星空の守り人」（発売機種がDSに決定した当時のCM）
- 日産自動車「キューブ」[注釈 6]
- 京楽産業.「羽根ぱちんこ ウルトラセブン」（メトロン星人の声）
- コカ・コーラ「ミニッツメイド」
- 明治乳業「明治おいしい牛乳」
- 明治製菓「イソジン」
- 榮川酒造（福島県ローカル）
- NAKAJIMA「ダックテイルズ・リアルハンドパペット」、「トークバック」
- バンダイ「プラモデル・リアルアクションゴジラシリーズ」

### その他コンテンツ
- デジタルウルトラシリーズ 『ウルトラQ』店頭プロモーション映像（ナレーション）
- いろはにほへトゥーン（ナレーション） - カートゥーンネットワーク
- 日本列島の旅（ナレーション） - TBS
- 月曜ロードショー（予告ナレーション、1970年代） - TBS
- 学校へ行こう!（ナレーション） - TBS
- とんねるずのみなさんのおかげです 『仮面ノリダー』・『仮面ノリダーV2』(ナレーション[注釈 7]）
- クローズアップ現代（ナレーション） - NHK
- CRぱちんこ仮面ライダー ショッカー全滅大作戦（ナレーション）
- THE・サンデー（ナレーション）-  日本テレビ
- ダウンタウンのガキの使いやあらへんで!!（「松本の挑戦シリーズ」ナレーション） - 日本テレビ
- スーパーニュース（不定期、特集ナレーション） - フジテレビ
- ドラバラ鈴井の巣（雅楽戦隊ホワイトストーンズ）（ナレーション） - HTB
- トリビアの泉 〜素晴らしきムダ知識〜（ナレーション） - フジテレビ
- ワンナイR&R（「シュリビアの泉」ナレーション） - フジテレビ
- 邦子と徹のあんたが主役（ナレーション） - テレビ朝日
- ビートたけしのTVタックル（ナレーション） - テレビ朝日
- 芸術に恋して!（ナレーション） - テレビ東京
- 追跡!テレビの主役（ナレーション） - テレビ東京
- 知ってドーするの!?（ナレーション） - テレビ東京
- ムービーマジック（ナレーション） - WOWOW
- 熱血!サンタマリア（ナレーション） - フジテレビ
- HEROCLUB 仮面ライダー 12ライダー決戦大幹部（ナレーション）
- HEROCLUB 仮面ライダー ライダー集合!宿命の戦い（ナレーション）
- ROUTE 66 〜栄光と哀しみのマザーロード（ナレーション）- 旅チャンネル